# کوگسول (داکوتای شمالی)
کوگسول(به انگلیسی: Cogswell) شهری در ایالت داکوتای شمالی کشور ایالات متحده آمریکا است که جمعیت آن در سرشماری سال ۲۰۱۰ میلادی، ۹۹ نفر بوده‌است.